# شهرستان بوزدیاکسکی
شهرستان بوزدیاکسکی (به لاتین: Buzdyaksky District) یک شهرستان در روسیه است که در باشقیرستان واقع شده‌است.